# كومبتون (كاليفورنيا)
كومبتون (بالإنجليزية: Compton)‏ هي إحدى مدن مقاطعة لوس أنجليس، كاليفورنيا. تم إعطاءها لقب مدينة في 11 مايو، 1888.

## توأمة
لكومبتون (كاليفورنيا) اتفاقيات توأمة مع كل من:
- كانكون
- اونيتشا
- أبيا
- تارغوفيشته
- Benito Juárez Municipality, Quintana Roo [الإنجليزية]‏

## أعلام
- إيرلين براون
- كيندريك لامار
- روي هوكينز
- يوجين جاكسون
- تايشون برينس
- ديمار ديروزان
- إيزي إي
- كريست نوفوسيليتش
- شيرمان أوتيس هوتون